# Курт Гельбіґ
Курт Гельбіґ (нім. Kurt Helbig, 28 липня 1901 — 30 січня 1975) — німецький важкоатлет.
Олімпійський чемпіон 1928 року в категорії до 67,5 кг.